# Lochmaben
Lochmaben, schottisch-gälisch: Loch Mhabain, ist eine Ortschaft in der schottischen Council Area Dumfries and Galloway. Sie liegt rund fünf Kilometer westlich von Lockerbie und zwölf Kilometer nordöstlich von Dumfries in Annandale, einer der drei Regionen der traditionellen Grafschaft Dumfriesshire. Der Annan verläuft rund einen Kilometer westlich. Lochmaben ist von drei Seen umgeben, dem Castle Loch im Süden, dem Kirk Loch im Westen sowie dem Mill Loch im Norden.

## Geschichte
Am Südrand der Ortschaft befindet sich eine Motte, auf der sich einst das frühmittelalterliche Lochmaben Old Castle befand. Als Clansitz des Clans Bruce wurde König Robert the Bruce möglicherweise dort geboren. Mit dem Bau von Lochmaben Castle am Südufer von Castle Loch in der Mitte des 14. Jahrhunderts wurde der Wehrbau obsolet. Nachdem Lochmaben Castle unter Jakob II. zur königlichen Burg erhoben und unter Jakob IV. ausgebaut wurde, kam ihm strategische Bedeutung zu. Mehrfach wurde die im schottisch-englischen Grenzgebiet gelegene Burg angegriffen und nach ihrer Eroberung durch Jakob VI. 1588 schließlich aufgegeben.
Lochmaben wurde 1296 gegründet und erhielt 1440 den Status eines Royal Burgh. Über die Jahrhunderte herrschten verschiedene Clans über die Ländereien. Auf die Bruce’ folgten die Earls of Moray und schließlich die Earls of Douglas. Zu den Herrschaftssitzen in der Umgebung zählen das Tower House Elshieshields Tower sowie das zwischenzeitlich abgebrochene Herrenhaus Halleaths, von dem heute noch der Gutshof Halleaths Home Farm zeugt.
Bereits seit dem 12. Jahrhundert befand sich mit der Church of St Mary Magdalene ein Kirchengebäude am Standort. Dieses wurde jedoch zugunsten der neuerrichteten Lochmaben Parish Church in den 1820er Jahren aufgegeben. Von dem Status als Burgh rührt noch die Tolbooth im Ortszentrum her. Lochmaben entwickelte sich als lokales Zentrum der Textil- und Milchwirtschaft. In den 1880er Jahren befand sich mit einer Kapazität von 425 Schülern eine verhältnismäßig große Schule in Lochmaben. Noch heute ist die Ortschaft Standort einer Grundschule. 1905 wurde ein bis heute betriebenes Krankenhaus eröffnet, das als Regionalkrankenhaus für ansteckende Krankheiten fungierte.
Bereits im 19. Jahrhundert wies Lochmaben eine vierstellige Einwohnerzahl auf. Nachdem sie bis 1991 auf 2024 angestiegen war, ist sie leicht rückläufig.
Im Rahmen der Zensuserhebung 2011 wurden in Lochmaben 1942 Personen gezählt.

## Verkehr
Die A709 (Lockerbie–Dumfries) bildet die Hauptverkehrsstraße Lochmabens und bindet die Ortschaft an das Fernstraßennetz an. Im Osten ist über die A709 die A74(M) (Carlisle–Glasgow), im Westen die A75 (Stranraer–Gretna Green) sowie die A701 (Edinburgh–Dumfries) innerhalb kurzer Zeit erreichbar.
Mitte des 19. Jahrhunderts erhielt die Ortschaft einen eigenen Bahnhof entlang einer Nebenstrecke der Caledonian Railway. Dieser wurde jedoch mit der Strecke zwischenzeitlich aufgegeben.